# 오르소냐
오르소냐(이탈리아어: Orsogna)는 이탈리아 아브루초주 키에티도에 있는 코무네이다.